# Prawo powszechnego ciążenia
Prawo powszechnego ciążenia, zwane także prawem powszechnego ciążenia Newtona – prawo głoszące, że każdy obiekt we wszechświecie przyciąga każdy inny obiekt z siłą, która jest wprost proporcjonalna do iloczynu ich mas i odwrotnie proporcjonalna do kwadratu odległości między ich środkami. Jest to ogólne prawo fizyczne, bazujące na empirycznych obserwacjach Newtona, które nazwał on indukcją (wpływem). Wchodzi ono w skład podstaw mechaniki klasycznej i zostało sformułowane w pracy Isaaca Newtona pt. Philosophiae naturalis principia mathematica, opublikowanej po raz pierwszy 5 lipca 1687 r. W języku współczesnym prawo to brzmi następująco:
| Między dowolną parą ciał posiadających masy pojawia się siła przyciągająca, która działa na linii łączącej ich środki, a jej wartość jest wprost proporcjonalna do iloczynu ich mas i odwrotnie proporcjonalna do kwadratu odległości między ich środkami ciężkości. |

Mechanizmy prawa powszechnego ciążenia Newtona; masa punktu przyciąga masę innego punktu z siłą która jest proporcjonalna do iloczynu obu mas i odwrotnie proporcjonalna do kwadratu odległości między nimi. Niezależnie od masy lub odległości, wielkość i będzie zawsze równa. jest stałą grawitacyjną

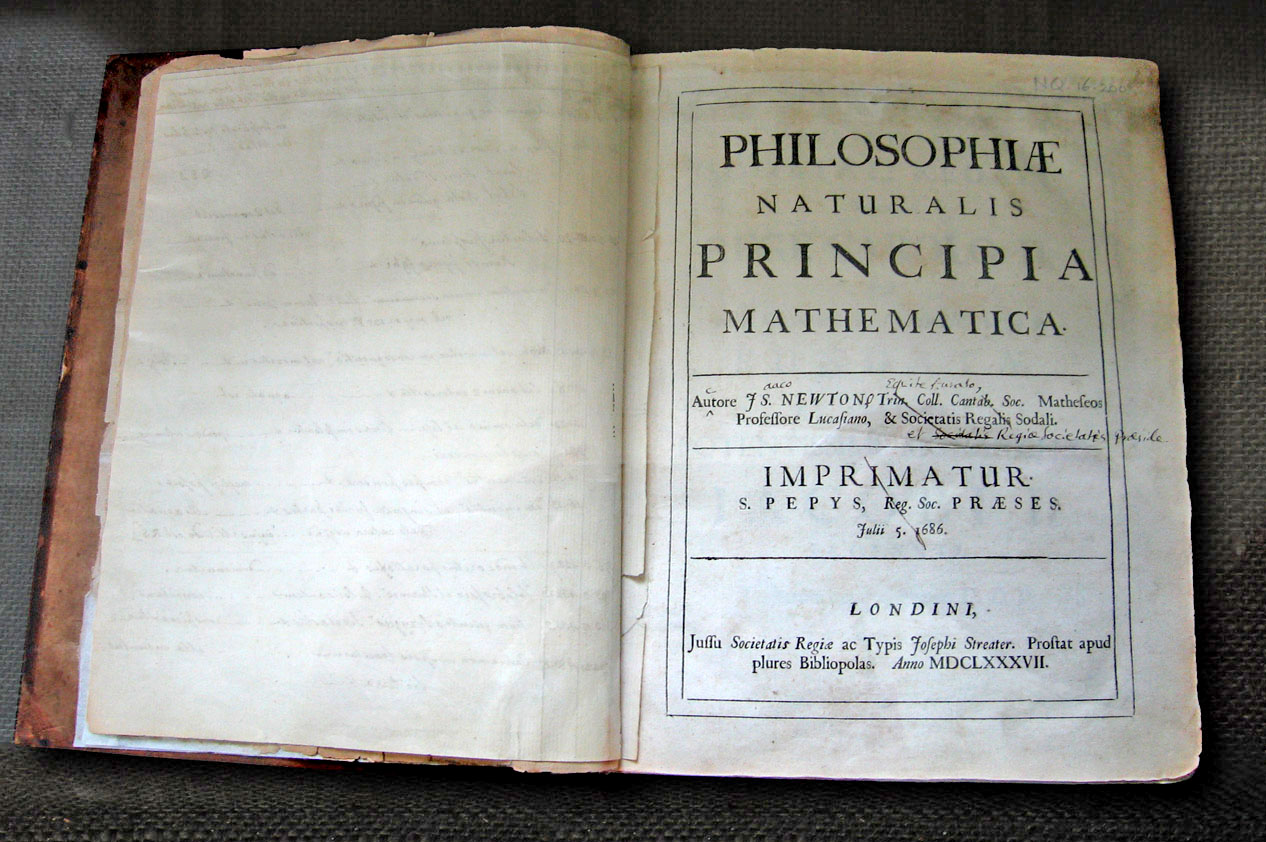
Egzemplarz dzieła Newtona wydanego 5 lipca 1687 r. pod tytułem Philosophiae Naturalis Principia Mathematica

Matematycznie związek ten wyraża się wzorem:
{\displaystyle {\boldsymbol {F}}=G{\frac {m_{1}m_{2}}{r^{2}}}{\boldsymbol {e}},}
gdzie:
{\displaystyle G} – stała grawitacji,
{\displaystyle m_{1}} – masa pierwszego ciała,
{\displaystyle m_{2}} – masa drugiego ciała,
{\displaystyle r} – długość wektora łączącego środki mas obu ciał,
{\displaystyle {\boldsymbol {e}}={\frac {\boldsymbol {r}}{r}}} – wersor (wektor jednostkowy) {\displaystyle (|{\boldsymbol {e}}|=1)} osi łączącej środki mas obu ciał.
Siła {\displaystyle {\boldsymbol {F}}} jest wektorem, a jej wartość (długość tego wektora {\displaystyle F={\frac {\boldsymbol {F}}{|{\boldsymbol {e}}|}}}) jest równa:
{\displaystyle F=G{\frac {m_{1}m_{2}}{r^{2}}}.}
Stała grawitacji została uznana za jedną z podstawowych stałych fizycznych. Z pomiarów wynika, że jej wartość wynosi:
{\displaystyle G\approx 6{,}67430(\pm 0{,}00015)\cdot 10^{-11}\mathrm {m^{3}\ kg^{-1}\ s^{-2}} .}

## Związek z prawami Keplera
W swym dziele Newton przedstawił spójną teorię grawitacji, opisującą zarówno spadanie obiektów na ziemi, jak i ruch ciał niebieskich. Angielski fizyk oparł się na zaproponowanych przez siebie zasadach dynamiki oraz prawach Keplera dotyczących odległości planety od Słońca.
Dla uproszczenia załóżmy, że dwie planety poruszają się po kołowej orbicie. Prawo Keplera przyjmie dla nich postać:
|  |  | {\displaystyle \left({\frac {R_{1}}{R_{2}}}\right)^{3}=\left({\frac {T_{1}}{T_{2}}}\right)^{2},} |  | (1) |

gdzie:
{\displaystyle R_{1},R_{2}} – promienie orbit,
{\displaystyle T_{1},T_{2}} – okresy obiegu planet.
Zgodnie z rachunkiem wektorowym ciało poruszające się po okręgu jest poddane przyspieszeniu:
{\displaystyle a={\frac {v^{2}}{R}},}
gdzie: {\displaystyle a} – przyspieszenie, {\displaystyle v} – prędkość, {\displaystyle R} – promień okręgu, co według II zasady dynamiki oznacza, że musi działać na nie siła dośrodkowa:
|  |  | {\displaystyle F_{d}={\frac {m_{\textrm {b}}v^{2}}{R}},} |  | (2) |

gdzie {\displaystyle m_{\mathrm {b} }} to masa bezwładnościowa ciała.
Przy ruchu planet ta siła dośrodkowa jest równa sile grawitacyjnej {\displaystyle F_{\mathrm {g} }.} Prędkość orbitalna może być wyliczona jako:
|  |  | {\displaystyle v={\frac {2\pi R}{T}}.} |  | (3) |

Jeżeli podstawimy zależność (3) do (2) to otrzymamy:
{\displaystyle F_{\mathrm {g} }={\frac {m_{\mathrm {b} }4\pi ^{2}R}{T^{2}}}.}
Stosunek sił grawitacyjnych dla planet można rozpisać jako:
{\displaystyle {\frac {F_{\mathrm {g} 1}}{F_{\mathrm {g} 2}}}={\frac {m_{\mathrm {b} 1}R_{1}T_{2}^{2}}{m_{\mathrm {b} 2}R_{2}T_{1}^{2}}}}
Jeżeli teraz do równania (4) podstawimy (1), to pozbędziemy się okresów obiegu:
{\displaystyle {\frac {F_{\mathrm {g} 1}}{F_{\mathrm {g} 2}}}={\frac {m_{\mathrm {b} 1}R_{2}^{2}}{m_{\mathrm {b} 2}R_{1}^{2}}}.}
Otrzymana zależność oznacza tyle, że stosunek sił grawitacyjnych jest proporcjonalny do odwrotności stosunku kwadratów odległości. Jeżeli planeta jest dwa razy dalej od Słońca, to siła grawitacji jest cztery razy mniejsza. Kiedy ciało ma dwa razy mniejszą masę, wtedy siła jest dwa razy mniejsza.
Newton uznał, że ta sama siła powoduje ruch planet po orbitach oraz spadanie jabłka z drzewa. W ten sposób ten wielki fizyk położył podwaliny pod mechanikę klasyczną. W tym ujęciu grawitacja jest siłą, z jaką oddziałują na siebie wszelkie ciała obdarzone masą.

## Zasada równoważności

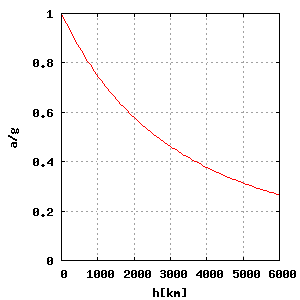
Zmiany przyspieszenia grawitacyjnego w funkcji wysokości

Masy grawitacyjne {\displaystyle m_{1}} i {\displaystyle m_{2}} nie muszą być równe masom bezwładnościowym występującym w II zasadzie dynamiki Newtona. Zaobserwowana równość tych wartości oznacza, że ruch ciała w polu grawitacyjnym nie zależy od jego masy. Postulat ten jako pierwszy wysunął Galileusz. Równoznaczność mas bezwładnościowych i grawitacyjnych, zupełnie przypadkowa z punktu widzenia mechaniki klasycznej, jest podstawą ogólnej teorii względności.
Równoważność masy bezwładnościowej i grawitacyjnej czekała na potwierdzenie eksperymentalne aż do roku 1798. Angielski fizyk Henry Cavendish jako pierwszy wykonał doświadczenia z wykorzystaniem oscylujących mas, dzięki którym określił wartość stałej grawitacyjnej {\displaystyle G} z niepewnością 1%. W tym samym eksperymencie potwierdził też równoznaczność masy grawitacyjnej i bezwładnościowej.

## Energia i potencjał
Pole grawitacyjne jest polem potencjalnym. Praca wykonywana w tym polu nie zależy od drogi, po jakiej przemieszczają się ciała, tylko od różnicy potencjałów w punkcie początkowym i końcowym. Możliwe jest zatem zdefiniowanie funkcji {\displaystyle U,} która opisuje potencjał pola grawitacyjnego. Spełnia ona następującą zależność:
{\displaystyle {\boldsymbol {F}}=-\mathrm {grad} U}
Korzystając z tego równania, można obliczyć energię potencjalną pola grawitacyjnego.